# Чемпионат мира по стрельбе из лука 1936
Чемпионат мира по стрельбе из лука 1936 года — 6-й чемпионат мира по стрельбе из лука. Соревнование было проведено в Праге (Чехословакия) в августе и было организовано Всемирной федерацией стрельбы из лука (FITA).

## Медалисты

### Классический лук
| Дисциплина                     | Золото                    | Серебро      | Бронза     |
| Мужчины. Индивидуальный турнир | Эмиль Хайльбронне         | Жорж Де Ронс | Ян Мусилек |
| Женщины. Индивидуальный турнир | Янина Курковская-Спыхаева | Мария Панков | Ина Катани |
| Мужчины. Командный турнир      | Польша                    | Бельгия      | Швеция     |
| Женщины. Командный турнир      | Чехословакия              | Бельгия      | Швеция     |

## Медальный зачёт
| Место | Страна       | Золото | Серебро | Бронза | Всего |
| ----- | ------------ | ------ | ------- | ------ | ----- |
| 1     | Польша       | 2      | 2       | -      | 4     |
| 2     | Швеция       | 1      | -       | 3      | 4     |
| 3     | Чехословакия | 1      | -       | 1      | 2     |
| 4     | Бельгия      | -      | 2       | -      | 2     |